# Richard von Schaesberg
Richard Ferdinand Maximilian Ignatius Joseph Valentin Hubertus Maria von Schaesberg-Thannheim (Tannheim, Baden-Württemberg, 7 de gener de 1884 - Surenberg, Rin del Nord-Westfàlia, 20 de setembre de 1953) va ser un genet alemany que va competir a començaments del segle xx.
El 1912 va prendre part en els Jocs Olímpics d'Estocolm, on va guanyar la medalla de plata en la prova del concurs per equips del programa d'hípica, amb el cavall Grundsee; formant equip amb Friedrich von Rochow, Eduard von Lütcken i Carl von Moers. En el concurs individual acabà en cinquena posició.